# ネッツトヨタ南国
ネッツトヨタ南国株式会社（ネッツトヨタなんごく）は、高知県高知市に本社を置く、トヨタ自動車の正規ディーラー（ネッツ店、旧トヨタビスタ店）である。西山グループ傘下。

## 概要
高知県下のトヨタ系自動車ディーラーでは最後発となる企業で、1980年4月にトヨタビスタ高知として創業した。
上述の通り、創業時はトヨタビスタ店であったが、2004年5月にトヨタ自動車が策定した「新ネッツ店構想」を受け入れる形で、「トヨタビスタ高知」より現在の「ネッツトヨタ南国」へ社名変更を行った。そのため、ドメインにはその名残があるほか、採用・人材育成部門を株式会社として分社した「株式会社ビスタワークス研究所」や、高知市の認定こども園となっている「認定こども園 びすた保育園」とその運営会社「株式会社びすたらんど」など、旧ブランドの「ビスタ」を色濃く残している。
2002年に日本経営品質賞を受賞した他、全国のトヨタ系自動車ディーラー（約280社）の中で顧客満足度において1位を連続して獲得する等、他業種を含む各業界から注目を集めている。
2020年10月 西山合名が、高知エリアの西山グループトヨタディーラー4社の経営を統括する中間持株会社「KTGホールディングス株式会社」を設立。ネッツトヨタ南国もKTGホールディングスの経営になる。

## 店舗
- 高知本店 - 高知市南川添4-28
- あさくら太陽店 - 高知市朝倉南町8-14
- のいち青空店 - 香南市野市町西野2091-1 
  - 高知トヨペット野市店との共同店舗。

## 高知県内のその他のトヨタ車販売店
- 高知トヨタ自動車（トヨタ店、西山グループ・KTGホールディングス）
- 高知トヨペット（トヨペット店、西山グループ・KTGホールディングス）
- トヨタカローラ高知（トヨタカローラ店、西山グループ・KTGホールディングス）
  - 以上の3社はネッツトヨタ南国を含め4年交代でよさこい祭りに出場しているが、2019年度は4社合同での出場となった。
- ネッツトヨタ高知（ネッツ店、TNYホールディングス・ネッツトヨタ山口傘下）